# Detector de bombas de Elitzur–Vaidman

Diagrama del detector de bombas. A: emisor de fotones, B: bomba a detectar, C y D: detector de fotones. Los espejos en las esquinas inferior izquierda y superior derecha son semiespejados.

En física, el problema del detector de bombas de Elitzur–Vaidman es un experimento mental de la mecánica cuántica, propuesto por primera vez por Avshalom Elitzur y Lev Vaidman en 1993. Se construyó y se probó con éxito un detector de bombas real por Anton Zeilinger, Paul Kwiat, Harald Weinfurter y Thomas Herzog en 1994. Utiliza un interferómetro de Mach–Zehnder para determinar si ha tenido lugar cierta medida. Fue seleccionado por la revista New Scientist como una de las siete maravillas del mundo cuántico.

## Problema
Consideramos un conjunto de bombas, algunas de las cuales son falsas. Suponemos que estas bombas cuentan con una característica especial: las bombas reales tienen un sensor accionado por fotones que hará detonar la bomba cuando absorbe un fotón. Las bombas falsas carecen de dicho sensor, no explotarán nunca y dejarán pasar el fotón sin interferir con él en ningún sentido. El problema está en cómo separar al menos algunas de las bombas reales de las falsas. Un método de clasificación de las bombas podría ser detectar todas las bombas falsas intentando hacerlas detonar todas. Por desgracia, este proceso destruiría todas las bombas reales.

## Solución
La solución para detectar las bombas reales está en el uso de un modo de observación basado en la dualidad onda-corpúsculo, una propiedad de la mecánica cuántica.
Comenzamos con un interferómetro de Mach-Zehnder y una fuente de luz que emite fotones de uno en uno. Cuando un fotón emitido por la fuente de luz alcanza una superficie semiespejada, tiene la misma probabilidad de pasar a través de ella como de ser reflejado. Colocamos una bomba (B) que se interponga en uno de los caminos del fotón. Si la bomba es real, el fotón será absorbido y detonará la bomba. Si la bomba es falsa, el fotón pasará a través de ella sin ser alterado.
Cuando el estado de un fotón es alterado de forma no determinista, como la interacción con una superficie semiespejada que atravesará de forma no determinista o será reflejado, el fotón se encontrará en una superposición cuántica, por la cual estará en todos los posibles estados y podrá interferir consigo mismo. Este fenómeno continúa hasta que un observador interaccione con él, haciendo que colapse la función de onda y devolviendo al fotón a un estado determinista.
Por tanto, hay sólo tres posibles resultados observables:
1. La bomba explota. La bomba era real, pero ya ha explotado.
2. La bomba no explota y sólo el detector (D) detecta el fotón. Es posible que la bomba sea real o falsa.
3. La bomba no explota y sólo el detector (C) detecta el fotón. La bomba ha de ser real.

Con este proceso, el 25% de las bombas reales pueden ser identificadas como tales sin tener que detonarlas. Repitiendo este proceso, siempre que nos encontremos con el resultado #3, la probabilidad aumenta hasta el 33%. (Ver la sección de experimentos abajo para una modificación de este experimento con casi un 100% de posibilidades.)

### Interpretación de Everett
Otra forma conceptual de entender este fenómeno es a través de la interpretación de los universos paralelos de Hugh Everett. La superposición del comportamiento es análoga a tener universos paralelos para cada uno de los estados del fotón. Por tanto, cuando un fotón se encuentra con una superficie semiespejada, en uno de los universos pasa a través, mientras que en otro se refleja en ella. Estos dos universos están completamente separados excepto por la partícula en superposición. El fotón que pasa a través del espejo en un universo puede interactuar con el fotón reflejado en él en el otro universo. Los fotones continuarán interactuando entre ellos hasta que un observador de uno de los universos mida el estado de uno de los fotones.

### Explicación paso a paso
Si la bomba es falsa:
- El fotón tanto (i) pasará a través de la primera superficie semiespejada (camino inferior) como (ii) será reflejado (camino superior).
- La bomba no absorberá el fotón, por lo que el camino inferior es una ruta posible hasta el punto de interferencia.
- El sistema se reduce a un interferómetro de Mach-Zehnder básico sin muestra, en el cual aparece una interferencia constructiva a lo largo del camino horizontal hacia (D) y una interferencia destructiva a lo largo del camino vertical hacia (C).
- Por tanto, el detector en (D) detectará un fotón y el detector en (C) no.

Si la bomba es real:
- El fotón tanto (i) pasará a través de la primera superficie semiespejada (camino inferior) como (ii) será reflejado (camino superior).
- Al encontrarse con el observador (la bomba), la función de onda colapsará y el fotón tomará el camino inferior o el superior, pero no ambos.
- Si el fotón toma el camino inferior:
  - Como la bomba es real, el fotón la detonará y explotará.
- Si el fotón toma el camino superior:
  - Como no toma el camino inferior, no habrá interferencia en la segunda superficie semiespejada.
  - El fotón, una vez en el camino superior, tanto (i) pasará a través de la segunda superficie semiespejada como (ii) será reflejado.
  - Hasta encontrarse con otros observadores (detectores C y D), la función de onda colapsará otra vez y el fotón se encontrará o en el detector (C) o en el detector (D), pero no en ambos.

## Experimentos
En 1994, Anton Zeilinger, Paul Kwiat, Harald Weinfurter y Thomas Herzog realizaron un experimento equivalente al anterior, demostrando que eran posibles medidas libres de interacciones.
En 1996, Kwiat et al. idearon un método, usando una secuencia de dispositivos de polarización, que aumentaba de forma eficiente la probabilidad de encontrar una bomba real hasta una cantidad arbitrariamente cercana al 100%. La idea clave era dividir una fracción del haz de fotones en un gran número de haces de amplitud muy pequeña y reflejarlos todos en el espejo, recombinándolos después con el haz original. También puede argumentarse que esta construcción revisada es simplemente equivalente a una cavidad resonante y el resultado aparece como más lógico de este modo. Ver Watanabe y Inoue (2000).
Este experimento posee un significado filosófico porque determina la respuesta a una pregunta hipotética: "¿Qué sucedería si el fotón pasara a través del sensor de la bomba?". La respuesta es tanto: "la bomba es real, el fotón es observado, y la bomba explota", como "la bomba es falsa, el fotón no es observado, y el fotón pasa a través del sensor sin ser alterado".
Si fuésemos capaces de realizar la medida, cualquier bomba podría de hecho explotar. Pero aquí la respuesta a la pregunta "¿qué pasaría en la realidad?" está determinada sin que la bomba se desactivase. Esto proporciona un ejemplo de un método experimental para responder la pregunta hipotética.